# Overhill Cherokee

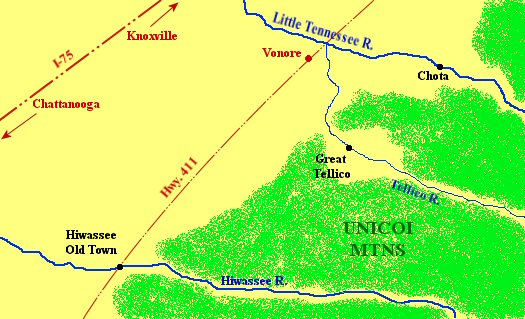
Lokalizacja trzech głównych osad „Overhill Cherokee”.

Overhill Cherokee (pol. Czirokezi za górami) – termin ten odnosi się do mieszkańców dawnych osad Czirokezów w dzisiejszym stanie Tennessee w południowo-wschodnich Stanach Zjednoczonych. Nazwę tę nadali XVIII-wieczni europejscy badacze i kupcy, którzy, by dostać się do tych osad, musieli przekraczać główne pasmo Appalachów, podróżując z angielskich kolonii na wybrzeżu Atlantyku.
Położone nad rzekami Little Tennessee, Tellico i Hiwassee osady „za górami” osiągnęły największe znaczenie w początkach XVIII wieku, kiedy to pomiędzy Czirokezami a białymi nawiązane zostały stałe kontakty handlowe. Odległe położenie osad „za górami” – na samym końcu znanego szlaku handlowego – powodowało, że docierali do nich tylko najśmielsi i najbardziej doświadczeni podróżnicy i kupcy, którym nie straszne były niebezpieczeństwa czyhające na szlaku ani wysokie góry. W połowie stulecia osady Czirokezów były obiektem penetracji tak angielskich, jak i francuskich podróżnych, jako że oba europejskie państwa toczyły walkę o wpływy w Nowym Świecie. W końcu XVIII i na początku XIX wieku coraz liczniejszy napływ anglo-amerykańskich osadników doprowadził do upadku osad „za górami”, co było skutkiem zawierania kolejnych, niekorzystnych dla Indian traktatów.
Osada Chota uważana była za stolicę narodu Czirokezów przez prawie cały XVIII wiek, a osada Tanasi dała przypuszczalnie nazwę stanowi Tennessee. Wielu znanych przywódców Czirokezów, jak Attakullakulla, Oconastota, Nancy Ward, czy Sekwoja pochodziło z krainy „Overhill Cherokee”.
Większość dawnych osad regionu została zatopiona w wyniku spiętrzenia wód Little Tennessee River w latach siedemdziesiątych XX wieku, lecz archeolodzy zdołali wcześniej przeprowadzić najistotniejsze prace wykopaliskowe identyfikując większość osad i zdobywając wiele bezcennych informacji związanych z osadnictwem Czirokezów, jak również wcześniejszych kultur.

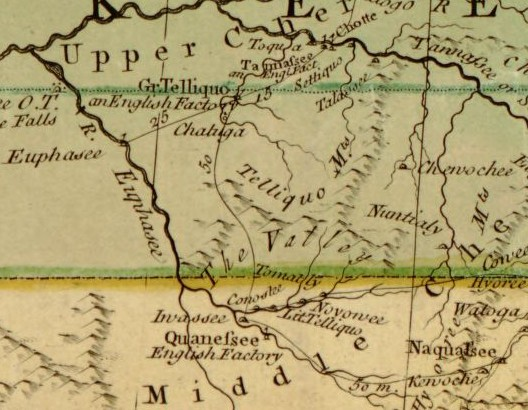
Osady Czirokezów na mapie Mitchella z roku 1755

## Historia
Pierwsi europejscy podróżnicy przemierzający południowe Appalachy odnotowali, że Czirokezi zamieszkiwali trzy odrębne regiony. „Dolne osady” znajdowały się w okolicach miejscowości Keowee w górzystych obszarach Karoliny Południowej i Georgii. „Środkowe osady” koncentrowały się wokół Nikwasi i Tassetchee u podnóży Great Balsam Mountains i wschodnich Unicoi Mountains w Karolinie Północnej. Natomiast osady Overhill Cherokee mieściły się pomiędzy pasmem Appalachów a Doliną Tennessee w dzisiejszym stanie Tennessee. Stolicą regionu Overhill były kolejno Wielkie Tellico, Tanasi i Chota.
Te ostatnie osady powstały na przełomie XVI i XVII wieku, jednak naukowcy nie są zgodni co do konkretnych dat. Główne osady istniały już gdy pierwsi Europejczycy zaczęli badać te tereny na początku XVII wieku, a ludność nazywana „Overhill Cherokee” mówiła dialektem odmiennym niż lud „dolnych” i „środkowych” osad.

### Pierwsze kontakty
Przez cały XVII wiek kolonie angielskie na wybrzeżu Atlantyku handlowały z Czirokezami za pośrednictwem innych plemion, ale w miarę rozrastania się rynku futrzarskiego w Europie Zachodniej coraz więcej traperów i kupców podążało w kierunku Appalachów i położonych za nimi osad Czirokezów. W roku 1673 wirginijscy kupcy wysłali na zachód dwóch swoich agentów, Jamesa Needhama i Gabriela Arthura, którzy mieli utorować drogę następcom. Needham zginął w czasie wyprawy, natomiast Arthur dołączył do Indian (najprawdopodobniej Czirokezów) biorąc wraz z nimi udział w najeździe na osady hiszpańskie na Florydzie.
W roku 1725 karolińscy kupcy wysłali pułkownika George’a Chickena z misją dyplomatyczną do osad „za górami” w celu ustanowienia stałych kontaktów handlowych. Chicken dotarł do Wielkiego Tellico w lipcu i opisał osadę jako „zwartą i gęsto zabudowaną”, jak przypuszczał wobec niebezpieczeństwa napaści ze strony odwiecznych wrogów z plemienia Kri. Chicken przemierzył Ścieżkę Wojenną do brzegów Little Tennessee, gdzie spotkał „naczelnika wojowników” osady Tanasi oraz wodzów Citico i Tallassee.

### Aleksander Cuming, 1730
Aleksander Cuming (ok. 1690–1775) przybył do Charleston w grudniu 1729 roku. Mimo że nie miał żadnych uprawnień dyplomatycznych, zdołał przekonać kilku wpływowych obywateli, że jest przedstawicielem króla Jerzego z misją do Czirokezów. W marcu 1730 Cuming dotarł do osady Tanasi, szybko przebył Drogę Handlową nawiązując kontakty z wodzami poszczególnych osad, w ciągu miesiąca pokonał pasmo Unicoi Mountains i znalazł się na terytoriach Overhill Cherokee, w miejscu wówczas niebezpiecznym, jako że właśnie toczyła się wojna pomiędzy Czirokezami a Krikami. Tak opisał to w swym dzienniku: 

Przybyli do Wielkiego Telliquo po południu, obejrzeli jaskinie oraz znaczną liczbę skalpów nieprzyjaciół zawieszonych na słupach przed Drzwiami Wojowników, zaprzyjaźnili się z Wielkim Moytoyem i czarownikiem Jakubem.

Zdaniem Cuminga Moytoy II miał zamiar przejąć kontrolę nad całym narodem Czirokezów. Cuming zgodził się pomóc Moytoyowi w zamian za przysługę w postaci „Korony Tanasi”. 30 marca Cuming odbył podróż z Wielkiego Tellico do Tanasi, którą znalazł „przyjemnie położoną” nad brzegami Little Tennessee. Tu spotkał się z Wojownikiem Tanasi, w owym czasie wojennego przywódcy wszystkich Czirokezów. Po zawarciu przymierza z Wojownikiem Tanasi Cuming wrócił do Wielkiego Tellico. Następnie towarzyszył Moytoyowi II w drodze powrotnej przez pasma Unicoi Mountains do Nequassee, gdzie Moytoy został mianowany „Cesarzem Czirokezów”.
Cuming wrócił do Anglii 5 czerwca 1730 w towarzystwie kilku Indian i z czapką z futra oposa, którą nazywał „Koroną Tannassy.” Zamierzał zaprezentować ją na dworze, ale w tym samym czasie pojawiła się w Londynie delegacja z Charleston zarzucając Cumingowi oszustwo. Wprawdzie działania Cuminga przyczyniły się do jego osobistej porażki, wizyta w krainie Czirokezów pomogła w umocnieniu przymierza pomiędzy Indianami i Anglikami.

### Christian Priber
W roku 1736 przybył do Wielkiego Tellico utopista Christian Priber. Miał wprawdzie reprezentować francuskie interesy, ale szybko pożegnał się ze swą misją. Przyjął czirokeski styl życia, nauczył się języka i szybko zdobył zaufanie plemienia.
Priber przystąpił do rekonstrukcji czirokeskiej społeczności zgodnie z zasadami XVIII-wiecznego europejskiego idealizmu. Lansował teorię, że wszystko – łącznie z kobietami i dziećmi – powinno być wspólne. Uznawszy, iż Anglicy są oszustami i kłótnikami, planował przeniesienie stolicy Czirokezów na południe, do dzisiejszej Alabamy, bliżej terenów zajmowanych przez Francuzów. Anglicy w roku 1739 zamierzali go aresztować, ale napotkali opór ze strony Czirokezów. Ostatecznie został w roku 1743 schwytany przez Krików i przekazany władzom kolonii Karolina.

### Fort Loudoun, 1756–1760

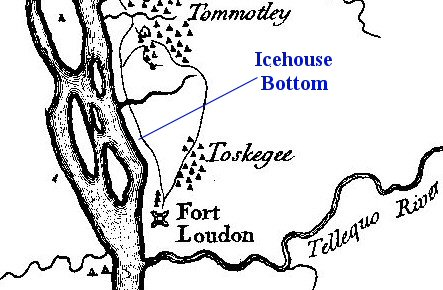
Fort Loudoun na mapie Timberlake’a

Gdy wybuchła wojna z Indianami i Francuzami Czirokezi opowiedzieli się po stronie Brytyjczyków. Osady „za górami” zgodziły się wziąć udział w działaniach wojennych, ale zażądały w zamian budowy umocnionego fortu dla ochrony kobiet i dzieci, gdy wojownicy ruszą na wyprawę. W związku z tym w roku 1756 kolonie oddelegowały kapitana Raymonda Demere’a i inżyniera Johna DeBrahma z kilkoma wozami wyładowanymi materiałami budowlanymi z zadaniem wzniesienia fortu nad brzegiem rzeki Little Tennessee. Fort, który nazwano imieniem sir Loudouna, stanął w widłach rzek Little Tennessee i Tellico. Naprzeciwko znajdowała się wioska Czirokezów, Tuskegee.
Krótko po wzniesieniu fortu stosunki pomiędzy Czirokezami i Brytyjczykami uległy oziębieniu. Kilku wracających z wojny Czirokezów zostało zabitych, co miało związek z coraz częstszymi kradzieżami koni w Wirginii. Gdy kilku czirokeskich wodzów zostało uwięzionych pod koniec roku 1759 w Forcie Prince George, wódz Stojący Indyk przystąpił do oblężenia Fortu Loudoun. Załoga fortu broniła się do sierpnia 1760, ale w końcu głód zmusił ją do kapitulacji.

### Wyprawa Timberlake’a, 1761

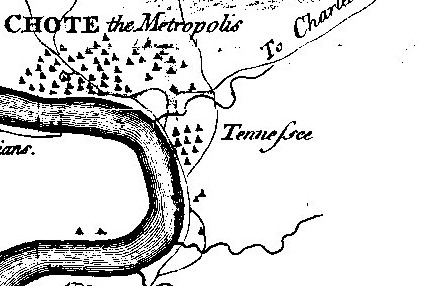
Osady Tanasi i Chota na mapie Timberlake’a

Kolonie brytyjskie szybko zareagowały na upadek Fortu Loudoun. Karolina Południowa wysłała pułkownika Jamesa Granta przeciwko Dolnym Osadom, Wirginia oddelegowała Williama Byrda do ataku na Środkowe Osady w Karolinie Północnej, a pułkownik Adam Stephen z oddziałem wydzielonym z regimentu Byrda pomaszerował ku Long Island of the Holston (dzisiejsze Johnson City) z planem zaatakowania osad Overhill Cherokee. Czirokezi natychmiast poprosili o pokój, który wkrótce został zawarty. By ugruntować traktat, Stephen wyznaczył porucznika Henry’ego Timberlake’a i sierżanta Thomasa Sumtera by towarzyszyli delegacji Czirokezów w drodze powrotnej do osad Overhill.
Po trwającej pięć dni podróży z biegiem rzek Holston, French Broad i Little Tennessee, Timberlake przybył do osady Tomotley, gdzie powitał go wódz Ostenaco i gdzie był świadkiem powrotu wojowników z wyprawy. Po wypaleniu z Ostenaco fajki pokoju Timberlake udał się na południe do Choty, gdzie oczekiwało nań około 400 Czirokezów. Timberlake wypalił fajkę pokoju z kilkoma wodzami i nakreślił plan wielkiego domu rady. Następnego dnia przybył do osady Citico, gdzie powitano go tańcami. Po spotkaniu z wodzem Cheulah, Timberlake udał się dalej na południe, do Chilhowee, gdzie odbyły się podobne ceremonie. Stamtąd wrócił szlakiem handlowym do Long Island of the Holston. Dziennik Timberlake’a, opublikowany w latach sześćdziesiątych XVIII wieku, zawiera szczegółowe opisy czirokeskich domów rady, rezydencji, łodzi, a także codziennego życia czirokeskich rodzin, czyniąc go bezcennym dla późniejszych badaczy kultury indiańskiej.

### Podczas wojny o niepodległość
Po zakończeniu wojny z Indianami i Francuzami osadnicy zaczęli z wolna napływać do wschodniego Tennessee. W roku 1772 kilku takich osadników wynegocjowało najem ziemi od Czirokezów w północno-wschodnim Tennessee, gdzie utworzyli osadę i fort Watauga. Mimo tego porozumienia napięcie pomiędzy Czirokezami i białymi nieustannie wzrastało. Nic dziwnego, że gdy wybuchła wojna o niepodległość Stanów Zjednoczonych Czirokezi opowiedzieli się za Brytyjczykami przeciw zbuntowanym koloniom.
W roku 1776 Czirokezi przyjęli plan usunięcia osadników ze wschodniego Tennessee i najazdu na Wirginię. Wirginijski kupiec Isaac Thomas (później współzałożyciel Sevierville) został ostrzeżony o planowanym najeździe przez Ukochaną Kobietę Czirokezów, Nancy Ward. Thomas przekazał ostrzeżenie osadnikom, którzy podjęli odpowiednie przygotowania. W rezultacie pierwsze uderzenie, prowadzone przez wodza Dragging Canoe, zostało odparte pod Heaton’s Station. Drugie, któremu przewodził Abraham z Chilhowee, spotkało się z porażką pod fortem Watauga. W odpowiedzi na ataki indiańskie kilka tysięcy milicjantów, dowodzonych przez Williama Christiana uderzyło na osady Overhill paląc Tuskegee i Citico. Czirokezi wkrótce zawarli pokój w De Witt’s Corner, jednak wodzowie Dragging Canoe i Ostenaco odmówili podpisania traktatów i zbiegli na południe przygotowując się do nowego konfliktu zwanego wojnami Czikamauga.
W roku 1780, gdy wataugijczycy byli daleko bijąc się pod King’s Mountain, Czirokezi dokonali kilku rajdów przeciw osadom we wschodnim Tennessee. Po powrocie wataugijczycy wynajęli pułkownika Johna Seviera, który wsławił się pod King’s Mountain, by stanął na czele milicji i wyprawił się na osady Czirokezów „za górami”. Pokonawszy Czirokezów w krwawej bitwie pod Boyd’s Creek, Sevier ruszył na południowy zachód paląc większość osad, w tym m.in. Chotę.

### Wojny Czikamauga

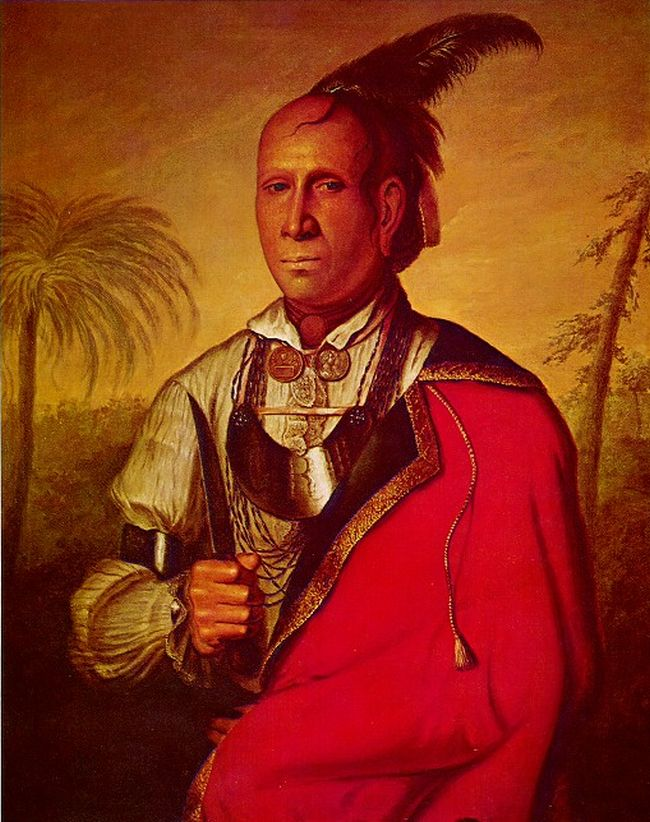
Oconastota, wódz Czirokezów

Po klęskach pod Fortem Watauga i Heaton’s Station w roku 1776, większość czirokeskich wodzów, w tym Attakullakulla i Oconastota, podpisało traktat pokojowy pod De Witt’s Corner. Jednak kilku wodzów, przede wszystkim Dragging Canoe i Ostenaco odmówiło podpisania traktatu twierdząc, że nielegalni osadnicy nie powinni byli być jego postanowieniami objęci. Wraz z grupą współplemieńców ruszyli na południe, w kierunku Chickamauga Creek, na przedmieściach dzisiejszego miasta Chattanooga, gdzie zbudowali kilka wiosek. Jakkolwiek nadal uważani byli za Czirokezów, nazywano ich powszechnie „Czikamauga” dla odróżnienia od głównych czirokeskich szczepów. Czikamauga prowadzili niekonwencjonalną małą wojnę z osadnikami, napadając niewielkie osady i grupy podróżnych. Po śmierci Oconastoty w początkach lat osiemdziesiątych XVIII wieku wodzem Overhill Cherokee został Old Tassel, który dystansował się od Czikamauga. Po zniszczeniu osad czirokeskich przez Seviera w roku 1782, Dragging Canoe przeniósł osady Czikamaugas do dzisiejszego hrabstwa Marion, gdzie nadal prowadził walkę.
W roku 1788 banda czirokeskich renegatów wymordowała rodzinę Johna Kirka z Nine Mile Creek w dzisiejszym hrabstwie Blount w Tennessee, co wywołało ogromne wzburzenie wśród osadników. Sevier zgromadził milicję w Hunter’s Station (w pobliżu Maryville) przeszedł przez góry Chilhowee i wkroczył do doliny Little Tennessee. Po zdobyciu i spaleniu Tallassee, Sevier zajął Chilhowee i aresztował wodzów Abrahama z Chilhowee i Old Tassel na czas zawieszenia broni. Jeden z synów John Kirka, który przeżył masakrę, zdołał dostać się do pomieszczenia, gdzie więzieni byli wodzowie Czirokezów i zabił obu uderzeniami topora. Zabójstwo dokonane podczas zawieszenia broni poczytane zostało przez Czirokezów jako wyjątkowo ohydna zbrodnia, co przysporzyło zwolenników Czikamauga.
Po tym morderstwie John Watt (syn Old Tassela) i Doublehead (brat Old Tassela) sprzymierzyli się z Dragging Canoe i przeprowadzili długą serię ataków na osadników. Sevier znów pomaszerował na południe i spalił kilka osad spokojnych Czirokezów zanim został zmuszony do odwrotu. Chociaż Dragging Canoe zmarł w roku 1792, John Watt i Doublehead kontynuowali sporadyczne ataki przeciwko osadnikom, nim ci nie wynieśli się w większości na Płaskowyż Cumberland.

### Agencja Tellico

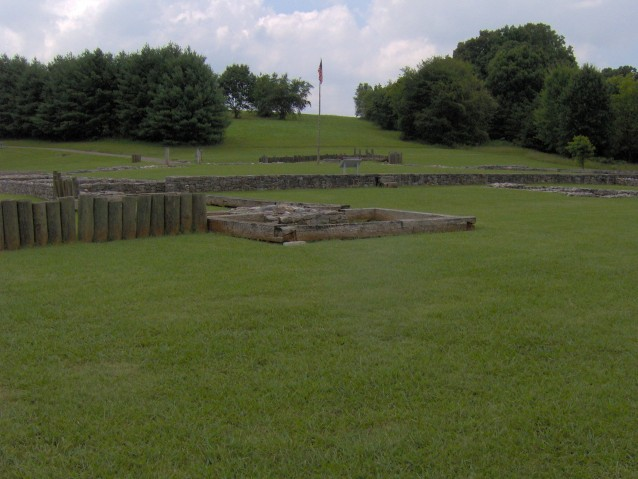
Fort Tellico Blockhouse

Po śmierci Old Tassela w 1788 roku, wódz Hanging Maw został wybrany nowym przywódcą Overhill Cherokee. W związku z tym, że spirala przemocy zaczęła wymykać się spod kontroli, Hanging Maw zwrócił się do terytorialnego gubernatora, Williama Blounta z prośbą o zbudowanie fortu dla ochrony pokojowo usposobionych Indian przed coraz bardziej niebezpiecznymi osadnikami. W roku 1794 Hanging Maw przekazał rządowi Stanów Zjednoczonych ziemię u zbiegu potoku Nine Mile Creek i rzeki Little Tennessee w celu zbudowania fortu nazwanego Tellico Blockhouse.
Oprócz niewielkiej liczby żołnierzy blokhauz Tellico stał się siedzibą Agencji Tellico – oficjalnego łącznika pomiędzy Czirokezami i rządem. 8 listopada 1794 roku William Blount spotkał się z Hanging Maw (reprezentującym Overhill Cherokee) i Johnem Wattem (reprezentującym Czikamauga), by podpisać traktat kończący wojny. Przez następnych dziesięć lat podpisano kilka dalszych traktatów, w których Czirokezi zrzekali się coraz większych obszarów wschodniego i środkowego Tennessee, w tym także „osad za górami” nad Little Tennessee. Po oddaniu tych terenów Czirokezi przenieśli się do New Echota w Georgii.

## Overhill dzisiaj
W roku 1967 władze stanowe przystąpiły do budowy zapory wodnej Tellico Dam na południe od ujścia Little Tennessee. W ten sposób powstał Rezerwuar Tellico, który ostatecznie zatopił dawne osady Overhill Cherokee nad Little Tennessee. Tuż przed zalaniem naukowcy z University of Tennessee przeprowadzili szereg prac wykopaliskowych, identyfikując m.in. dom rady w Chocie i grób Oconastoty. Dzisiaj jedynie pomniki i tablice informacyjne upamiętniają istnienie dawnych osad Czirokezów w tej okolicy.

## Geografia regionu
Osady Overhill były położone nad trzema rzekami u podnóża pasma Great Smoky Mountains i Unicoi Mountains, na obszarze dzisiejszych hrabstw Monroe i Polk. Nad najbardziej na północ położoną rzeką Little Tennessee ciągnął się łańcuch osad położonych pomiędzy dzisiejszą miejscowością Vonore i zaporą wodną Calderwood. Inne ważne osady znajdowały się nad rzeką Hiwassee na południe od dzisiejszego Etowah oraz wzdłuż rzeki Tellico.

### Główne osady

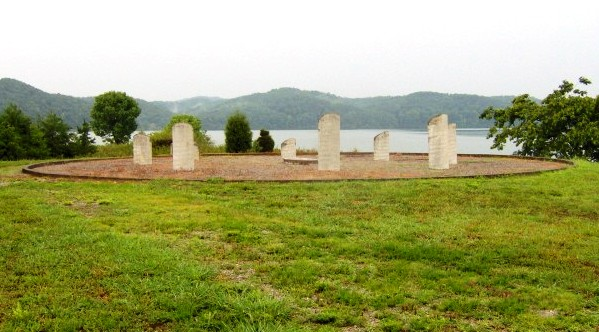
Pomnik upamiętniający osadę Chota

Wielkie Tellico (Talikwa) – osada zlokalizowana nad rzeką Tellico, u podnóża gór Unicoi. Wielkie Tellico nabrało znaczenia na początku XVIII wieku, za rządów wodza Moytoya II. Alexander Cuming, który odwiedził osadę w roku 1730, donosił, że Wielkie Tellico ma najgroźniejszych wojowników ze wszystkich osad regionu. Siostrzane miasto Wielkiego Tellico, Chatuga, znajdowało się w tej samej dolinie.
Chota (Itsa’sa) – położona nad brzegiem rzeki Little Tennessee, około 15 kilometrów na południe od dzisiejszego Vonore. Chota była faktyczną stolicą Czirokezów w połowie XVIII wieku i miejscem urodzenia wielu prominentnych przedstawicieli plemienia. Gdy Henry Timberlake odwiedził ją w roku 1761, Chota składała się z około 60 domostw i wielkiego domu rady, gdzie mogło zasiadać do 500 osób. Nazwa osady czasami zapisywana jest jako „Echota”.

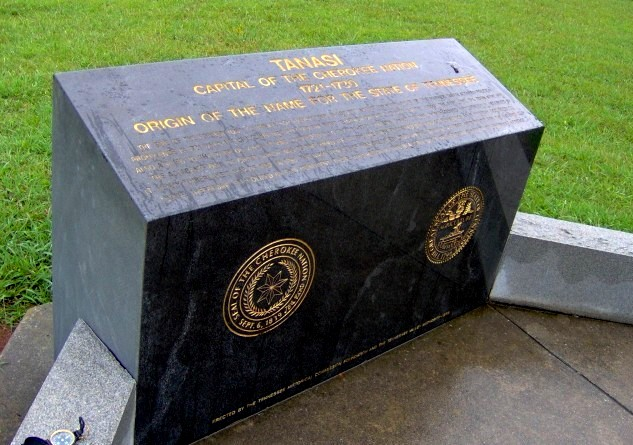
Tanasi Monument – kamień upamiętniający zatopioną osadę Tanasi

Tanasi – położona tuż obok Choty nad rzeką Little Tennessee. Była stolicą w latach 1721–1730. Rzeka Little Tennessee była początkowo nazywana „Tennessee,” co może być alternatywnym zapisem nazwy „Tanasi”, co później zostało przeniesione na cały stan.
Tuskegee (Taskigi) – u zbiegu rzek Tellico i Little Tennessee, na południe od dzisiejszego parku stanowego Fort Loudoun. W Tuskegee urodził się Sekwoja.
Citico (Si’tiku) – u zbiegu potoku Citico i rzeki Little Tennessee. Nazwa osady zapisywana jest czasami jako „Settaco”.
Tallassee (Ta’lasi) – nad rzeką Little Tennessee, około półtora kilometra od dzisiejszej zapory wodnej Calderwood. Dzisiejsze miasto Tallassee jest usytuowane dużo dalej w dole rzeki i nie może być utożsamiane z dawną osadą indiańską. Tallassee nazywana jest czasami „Starym Miastem Tallassee”.
Chilhowee (Tsu’lun’we) – przy ujściu Potoku Abramsa do Little Tennessee River.
Toqua (Dakwa) – przy ujściu potoku Toco do rzeki Little Tennessee, na południe od dzisiejszego parku stanowego Fort Loudoun.
Tomotley – u zbiegu Toqua i Little Tennessee.
Ialoquo (Amaye’le’gwa) – mieściła się na obecnie zatopionej wyspie pośrodku nurtu rzeki Little Tennessee, tuż obok mostu drogowego. Mooney uważał, że Mialoquo mogła być wioską Nilaque, którą odwiedził John Bartram. Termin „Mialoquo” znaczy tyle, co „wielka wyspa”.
Wielka Hiwassee (Ayouwasi) – położona nad rzeką Hiwassee, u podnóża Unicoi Mountains, gdzie rzeka wpada w żyzną dolinę. Dzisiaj tereny uprawne. Termin „Hiwassee” znaczy tyle co „savanna” lub „step”.

### Drogi i szlaki
Osady Overhill były połączone dobrze wytrasowanymi szlakami:
- Wielka Droga Wojenna biegła wzdłuż podnóży Appalachów, łącząc osady Overhill z wioskami Czirokezów w Georgii i Wirginii.
- Szlak Handlowy (później nazwany Unicoi Turnpike) łączył osady Overhill Cherokee z miastami w Karolinie, sięgając aż do Charleston.
- Ścieżka Wojenna łączyła Hiwassee, Wielkie Tellico i Chotę.